# Eh, Eh (Nothing Else I Can Say)
Пісня записана американською співачкою Lady Gaga і випущена як сингл з її дебютного студійного альбому «The Fame». Пісня була видана як четвертий сингл з альбому в Австралії, Новій Зеландії та інших країнах Європи, як четвертий сингл у Франції. Пісня отримала, по більшій частині, негативну оцінку критиків, вони стверджували що пісня "млява" і різко вибивається з стилістики "хибно-клубної атмосфери" альбому.

## Реліз

Lady Gaga виконує пісню на The Fame Ball Tour

Пісня вийшла синглом вперше в Новій Зеландії 10 січня 2009, потім в Австралії 30 січня 2009, 31 січня 2009 сингл був доступний для світового скачування. Пісня була підтверджена як австралійський сингл на сайті співачки 15 січня 2009. Офіційний ремікс на пісню був розміщений на сайті в той же день. Інші реміксові композиції були розміщені 30 березня 2009 р., але з іншою обкладинкою. 5 березня 2009 ремікс Pet Shop Boys був доступний для вільного скачування на австралійській версії сайту співачки.

### Композиція
По суті, "Eh, Eh" - пісня, яка розвантажує і трохи утихомирює запально-танцювальний ритм альбому The Fame, поряд з баладою "Brown Eyes" і піснею "Paper Ganstra". Композиція натхненна синт-поп напрямком 80-х рр.. Сам мотив "Eh, Eh" також вербувався у пісні Ріанни "Umbrella".
Гага заявила що лірика пісні "Eh, Eh (Nothing Else I Can Say)" про любов та її відносинах:

"Eh, Eh "- це нехитра поп-пісня про знаходження кого-то нового, і розрив зі своїм старим бой-френдом."

Композиція пісні витримана в помірному темпі в 94 біта в хвилину. Вокальний діапазон Гаги вимірюється від тональності Сі-3 до Соль-5, початок пісні витримано в E major. Пісня створена в аккордной послідовності E–B–F♯m–E–B–F♯m.

## Музичне відео
Відео було знято Джозефом Канном в Лос-Анжелесі, який одночасно знімав кліп на пісню LoveGame. Кліп виконаний у характерних італійських мотивах 50-х рр.. Відео починається з заголовка «Streamline presents». У початковій сцені співачка, закинувши голову, сидить на скутері Vespa, який був широко популярний в 50-і рр.., Одягнена в вінтажну сукню, прикрашену перлами в області плечей, і білі туфлі на високих підборах. Потім весела Гага йде по вулиці в оточенні своїх подруг в купальнику блакитного кольору і бантом з її ж білого волосся на голові (на шиї брендові навушники Heartbeat, у волоссі проглядаються лілові пасма). Вони приходять в ресторан. Гага стоїть, спершись на стіну і наспівує куплет пісні, тим часом подруги сміються і розмовляють між собою. Після Гага постає в образі домогосподарки: вона, одягнена в білий купальник і короткі шорти, витягає з духовки страву, в той час як за столом сидить її бойфренд, розмовляючи по телефону. Зачіска співачки віддалено нагадує начісування Емі Уайнхаус. Тут можна побачити брендових німецьких догів співачки, які брали участь в зйомках кліпу Poker Face, а потім і в LoveGame. Тим часом миготять кадри як співачка ніжиться в ліжку в білому ліфчику, блакитних лосинах і вантажних яскраво-рожевих туфлях. Наприкінці Гага, оточена натовпом хлопців на вулиці, постає в коктейльній сукні жовтого кольору, стилізоване штучними бутонами квітів. Зачіска Гаги зроблена за образом Мерілін Монро. У фінальній сцені, лежачи на ліжку, вона притуляє до губ палець, показуючи цим своє мовчання, про що власне говорить назва пісні. На The Monster Ball Tour Гага не раз коментувала і розповідала, як знімався кліп на цю пісню.
Співачка прокоментувала відео:

"У цій роботі я хотіла показати свою іншу сторону - можливо, більше образ дівчинки-домувальниці. І я хотіла створити прекрасні, приголомшливі образи 50-х років, щоб зламати ваші стереотипи."

## Список композицій
| - Австралійський CD-сингл 1. "Eh, Eh (Nothing Else I Can Say)" (Album Version) - 2:57 2. "Poker Face" (Space Cowboy Remix) - 4:56 - Французький CD-сингл 1. "Eh, Eh (Nothing Else I Can Say)" (Album Version) - 2:56 2. "Eh, Eh (Nothing Else I Can Say)" (Pet Shop Boys Remix) - 2:49 3. "Eh, Eh (Nothing Else I Can Say)" (Random Soul Synthetic Remix) - 5:27 - iTunes Remix Single 1. "Eh, Eh (Nothing Else I Can Say)" (Random Soul Synthetic Remix) – 5:29 2. "Eh, Eh (Nothing Else I Can Say)" (Pet Shop Boys Remix) – 2:53 - Italian iTunes download 1. "Eh, Eh (Nothing Else I Can Say)" (Human Beatbox and Electric Piano version) – 3:03 | - iTunes Remix EP 1. "Eh, Eh (Nothing Else I Can Say)" (Album Version) – 2:57 2. "Eh, Eh (Nothing Else I Can Say)" (Pet Shop Boys Remix) – 2:53 3. "Eh, Eh (Nothing Else I Can Say)" (Bollywood Remix) – 3:29 4. "Eh, Eh (Nothing Else I Can Say)" (FrankMusik "Cut Snare Edit" Remix) – 3:50 5. "Eh, Eh (Nothing Else I Can Say)" (Electric Piano and Human Beat Box Version) – 3:05 6. "Eh, Eh (Nothing Else I Can Say)" (Mattafix Remix) – 3:21 7. "Eh, Eh (Nothing Else I Can Say)" (Random Soul Synthetic Remix) – 5:29 8. "Eh, Eh (Nothing Else I Can Say)" (Pet Shop Boys Extended Mix) – 6:31 |

## Творча група
- Текст - Lady Gaga, Martin Kierszenbaum
- Продюсер - Martin Kierszenbaum
- Мастеринг - Tony Ugval
- Мікшування - Robert Orton

## Позиції в чартах
| Чарти (2009)                 | Найвища позиция |
| ---------------------------- | --------------- |
| Australian Singles Chart     | 15              |
| Belgian Tip Chart (Wallonia) | 60              |
| Canadian Hot 100             | 68              |
| Czech Airplay Chart          | 6               |
| Danish Singles Chart         | 14              |
| Dutch Top 40                 | 12              |
| European Hot 100 Singles     | 40              |
| French Singles Chart         | 7               |
| Hungarian Dance Chart        | 22              |
| New Zealand Singles Chart    | 9               |
| Slovak Airplay Chart         | 67              |
| Swedish Singles Chart        | 2               |

## Хронологія релізу
| Країна          | Дата              | Формат              |
| --------------- | ----------------- | ------------------- |
| Австралія       | Січень 10, 2009   | Цифрова Дистрибуція |
| Нова Зеландія   | Січень 10, 2009   | Цифрова Дистрибуція |
| Данія           | Березень 3, 2009  | Цифрова Дистрибуція |
| Польща          | Березень 3, 2009  | Цифрова Дистрибуція |
| Швеція          | Березень 16, 2009 | Цифрова Дистрибуція |
| Італія          | Березень 16, 2009 | Цифрова Дистрибуція |
| Велика Британія | Січень 11, 2009   | Цифрова Дистрибуція |
| Франція         | Вересень 7, 2009  | CD Сингл            |